# ابوالهیثم جرجانی
خواجه ابوالهِیثَم احمد بن حسن جُرجانی فیلسوف و شاعر اسماعیلی نسبتاً گمنامی بود که در قرن چهارم هجری/دهم میلادی می‌زیست. او معاصر محمد بن احمد نسفی و ابویعقوب سجستانی بود و بیش از هر چیز به خاطر سرودن قصیده‌ای بلند به زبان فارسی شهرت دارد؛ این قصیده در قالب نود پرسش تنظیم شده است. ناصرخسرو در کتاب «جامع الحکمتین» خود تفسیری بر این قصیده نوشته که در سال ۴۶۲ هجری/۱۰۶۹ میلادی از سوی حامی اسماعیلی‌اش در بدخشان، ابوالمعالی علی بن اسد، به او داده شد. شرحی نیز بر این قصیده توسط یکی از شاگردان ابوالهیثم به نام محمد بن سرخ نیشابوری نگاشته شده که در آن از روش تأویل اسماعیلی بهره گرفته شده است.
او در نسخه‌ای از «صوان الحکمه» و مجموعه رسایل فارسی ابن سینا به نام ابن الهیثم خوانده شده که پیداست با حکیم ابوعلی بن الهیثم معروف به بطلمیوس ثانی خلط شده است. 

## آثار
ابوالهیثم قصیده‌ای مشهور دارد که شامل پرسشهایی از مباحث فلسفی، منطقی، نحوی، دینی و تأویلی است. خود او قصد شرح و توضیح مسائل موجود در قصیده اش را داشته که اجل به او فرصت نداده است. ابتدا شاگرد او به نام محمد بن سرخ نیشابوری ــ که از شاگردان ابوالهیثم بوده ــ شرحی بر قصیدهٔ استاد خود نوشته بوده که نسخه‌ای از آن به دست ما رسیده، و با ویرایش محمد معین و هانری کربن چاپ انتقادی شده است. در این شرح قصیدهٔ ابوالهیثم شامل ۷۶ بیت است. پس از آن ناصر خسرو قبادیانی شرحی بر این قصیده می‌نویسد که به کتاب جامع الحکمتین می‌انجامد. ناصر خسرو این شرح را به درخواست امیر بدخشان می‌نویسد و در شرحِ خود، ترتیبِ اشعارِ قصیده را رعایت نکرده، بلکه با توجه به نظم درونی مباحث حکمت اسماعیلی بیت‌هایی را انتخاب، و با توجه به آن نظم، شرح کرده است.
در بخش پایانی این قصیده می‌گوید: ...
اگر جوابش گویند شاد باشم سخت / کسی که باشد برهان نمای دعوی دار
نگوید آنکه نیاموختست و اصلش نیست/ سخن نیارد سخته بوزن و بمعیار
اَیا مقدر تقدیر و مبدع الاشیا / بحق حرمت آزرم احمد مختار
که مر مرا و مر آن را که علم دین طلبد / ز چنگ محنت بِرهانمان، ابا غفار
و هر که بد کند او با کسی که بد نکند / بلعنتش کن یارب وزو در آر دمار